# Émile Lahoud
Émile Jamil Lahoud (arabiska: اميل لحود), född 12 januari 1936 i Beirut, är en libanesisk politiker och general. Han var Libanons president från 1998 till 2007.
Lahoud är kristen maronit och Syrienvänlig. Han är motståndare till Saad Hariri, vars 14 mars-allians dominerar Libanons regering.

## Biografi
Émile Lahoud föddes i Beirut 1936, som son till generalen och socialministern Jamil Lahoud ("den röde generalen") och hans armeniska hustru Adrinee Badjakian (alt. stavning Bajakian). Fadern deltog i Libanons självständighetsförklaring, och var en framträdande person i landet, bland annat genom sitt engagemang för de fattiga. Émiles bror Nasri Lahoud är ordförande i rådet för Högsta domstolen.
Efter gymnasiet och studier till mariningenjör, valde Émile att gå i sin faders fotspår och inskrevs 1956 som kadett vid militärakademin - en del av sin militära utbildning fick han i Storbritannien och USA. 1959 var han underlöjtnant, 1962 löjtnant, 1969 kommendörlöjtnant, 1974 kommendör, 1980 kapten, vice amiral 1989. 1983-1989 var han chef för militäravdelningen vid krigsdepartementet, och utsågs 28 november 1989 till general.
Lahoud blev arméchef under tiden Libanon genomgick en svår konflikt, med inbördes strider och komplicerade utrikesrelationer, till bland annat Syrien, Israel och USA. Hans första uppdrag blev att återställa armén.
Den 15 oktober 1998 valdes han till landets president. När hans förlängda mandatperiod löpte ut, kunde inte parlamentet enas om en efterträdare, varför hans maktbefogenheter den 24 november 2007 formellt överlämnades till regeringen. Eftersom regeringen under Fuad Siniora är antisyrisk, överlämnade han makten i stället till militären.
Lahoud är gift med Andrée Amadouny, och paret har tre barn.

## Utmärkelser
- 7 november 1987-orden,  1987
- Kommendör av Hederslegionen,  1996
- Storkors av Hederslegionen,  2001
- Storkorset av Vita dubbelkorsets orden,  2 april 2001[5]
- Storkors av Grimaldiorden,  13 juli 2001[6]
- Storkors av Republiken Polens förtjänstorden,  5 juli 2004[7]
- Stara Planina-orden
- Första klass av Jaroslav den vises orden
- Ungerska förtjänstorden
- Qatars självständighetskedja
- Umayyadorden
- Haitis nationella heders- och förtjänstorden
- Al-Hussein orden
- Olympiska orden
- Storofficer av Italienska republikens förtjänstorden
- Libanons förtjänsorden
- Rumänska Stjärnans orden
- Södra korsets orden
- Frälsarens orden
- Algeriets nationella förtjänstorden
- Cederträdorden
- Mesrop Masjtots orden
- Hedersmedborgare i Jerevan
- Nilorden
- Jemens republikorden
- Kung Abdulaziz-orden

[Redigera Wikidata]